# 名和無理助
名和 無理助（なわ むりのすけ、生年不詳 - 天正3年（1575年））は、戦国時代の武将。上野国那波郡の国人那波氏の出身とされる。武田信玄・勝頼に仕え、長篠の戦いで討死した。

## 名前の表記について
史料によって名字、名前（通称）ともに様々な表記が存在する。
- 名字…名和・那波・那和・縄
- 通称…無理助・無理之助・無理介・無理之介・無利之助

本記事では便宜上「名和無理助」の表記を使用する。
また無理助の諱も史料によって「宗安（宗泰）」「重行」等、複数伝えられている。名前の表記については本稿のノートも参照。
戦陣で遅れを取った際に「今後は無理助と名乗るな」と言われた逸話（後述）からも、「無理助」の名乗りは一種の変名であったと考えられる。

## 略歴

### 出自
名和無理助の基本史料となる『甲陽軍鑑』では出自について「関東」と記されているだけで、具体的な出自が記されるのは近世以降の文献に限定される上、複数の説がある。
- 那波宗俊の長男（那波顕宗の兄）…『甲斐国志』『伊勢崎風土記』『関八州古戦録』など
- 那波顕宗の子…『系図纂要』『応仁武鑑』
- 那波広澄（または広隆）[2]の弟…『新田正伝記』『新田正伝或問』

ただし同時代史料や『甲陽軍鑑』には出自についての記述が見られないことから、これらは甲州流軍学と『甲陽軍鑑』が普及した近世以降に付会された伝承で、実際は那波氏傍流の出身であった可能性も指摘されている。

### 上野出奔
上野を離れて武田氏に仕えた経緯は2通りの伝承がある。
1. 天文15年（1546年）、横瀬成繁と那波「広澄」（または「広隆」）が合戦となり、広澄（広隆）は討死、その弟「広光」（または「広元」）が甲斐に落ち延びて無理助と称した。これは由良氏（横瀬氏）の軍記『新田正伝記』『新田正伝或問』にのみ記される伝承である。
2. 上野に進攻した長尾景虎は那波宗俊の居城に攻め込む。那波宗俊とその長男・無理助は長尾景虎と戦うが敗れ、無理助は追手を振り切って甲斐に逃れたという[4]。

### 箕輪城攻め
上野国箕輪城を拠点に武田信玄に抵抗していた長野業政が病死して息子の業盛が後を継ぐと、信玄は西上野諸城を攻略や調略で落とし、ついに箕輪城に攻め込んだ（西上野侵攻の記事も参照）。
無理助はこのとき武田方として箕輪支城の高浜砦・白岩砦を攻略したとされる。この戦いで白岩砦があった長谷寺（白岩観音）は兵火で焼失し、無理助は仏像や経典を略奪しようとしたが、箕輪城から青柳金王宗高率いる部隊が駆け付けたため撤退に追い込まれたという。この後、若田原（高崎市若田町）で行われた武田方と長野方による合戦にも加わったとされる。
ただし無理助が箕輪城攻めに加わっていたという記述は、『箕輪軍記』『長野記』など長野氏側の軍記のみに記されている。

### 武田牢人衆として
永禄12年（1569年）以降は、武田氏「牢人衆」として『甲陽軍鑑』に登場するようになる。
- 永禄12年（1569年）武田信玄が北条領に進攻した際、相模川を渡河する陣ぶれを決めた場面で、「牢人衆」の一人として登場する。
- 元亀元年（1570年）、今川旧臣の守る駿河国花沢城を攻めた際（駿河侵攻の記事も参照）、敵からの矢玉の激しさに攻撃をためっていると、同僚から無理押しできない「道理のすけ」と渾名される（後述）。
- 天正2年（1574年）、信玄の跡を継いだ武田勝頼は織田領の東美濃に侵攻したが、飯羽間城を攻めあぐねていた。撤退を進言する家老達に対して、無理助をはじめとする牢人衆たちが代替わりの奉公として城を攻め取らせて欲しいと願い出る。一方近習衆は牢人衆の意見を採用することは武田家の恥となるので、自分達こそが城を攻め落とすべき主張した。結局は飯羽間城を包囲していた先鋒勢が、牢人衆や近習衆に手柄を横取りされると焦って城を攻め落とした（飯羽間城の戦いの記事も参照）。

### 長篠の戦いで討死
天正3年（1575年）、長篠城の押さえとして設けられた鳶ヶ巣（鳶ノ巣）山の砦を守っていたが、酒井忠次率いる織田・徳川軍による夜襲で討死した（長篠の戦い記事も参照）。
『甫庵信長記』等によれば、小栗忠政・渡辺守綱に討たれたとされ、『長篠合戦図屏風』にもこの場面が描かれている。
織田方の首帳に名が記されていることから、当時から広く知られた人物であったと思われる。

## 逸話など
- 戦場では名字にちなみ縄で編んだ陣羽織を具足の上に着用していた[6]。
- 山県昌景は刀や脇差のような「異相者」と評価していた。続けて昌景は大名の異相者は織田信長、武田家臣で大身の異相者は穴山梅雪、小身の異相者が名和無理助だと語る[6]。
- 『甲陽軍鑑』には、知勇兼備の山本勘助と比較して戦場での槍働きばかりで軍略を知らず、実力よりも名声が先行している者という評判も記されている[7]。その一方、優秀でありながらも同輩から妬まれて悪評を流される者の例として無理助を挙げる武田信玄の言葉も記されている[8]。
- 駿河国花沢城に攻め込んだ際、武田勝頼・長坂長閑斎・諏訪頼豊・初鹿野伝右衛門、名和無理助の5人が真っ先に城門手前にたどり着いた。城門に垂れ下がっている鎖を見つけた初鹿野伝右衛門が、その鎖を槍で突き上げるよう無理助に言った。攻城戦に何の意味もない単なる度胸試しである。無理助が城からの攻撃の激しさを理由に断ると、初鹿野伝右衛門、続いて諏訪頼豊が城門前に飛び出して鎖を槍で突きあげて戻ってきた。そして初鹿野・諏訪の二人は「以来、無理之助とハ名のらせまじき」と言って無理助の着ていた縄の陣羽織をはぎ取ってしまう。すぐに武田勝頼が仲裁に入り陣羽織は返却されるが、騒動を聞きつけた武田信玄は最前線にいる勝頼の身を案じて撤退を指示した。その後、武田の陣中には以下のような落首が書きつけられたという。

無理のすけ、道理のすけに名ハなれや、むりなる事をするみでもなし
- 上記のように『甲陽軍鑑』における花沢城の逸話では同僚に陣羽織を剥ぎ取られて落首で揶揄される情けない役割であるが、江戸時代に書かれた『贈答百人一首』[10]では慎重な判断を武田信玄に賞賛される逸話に変化する。
- 荻生徂徠は著書で、俸禄を知行ではなく廩米で支給されていた「浪人衆」の典型として無理助を取り上げている[11]。ただし後述のように武田氏の牢人衆は知行地を与えられていたと考えられる。

## 牢人衆について
『甲陽軍鑑』では牢人衆について、武田氏を頼ってくる他国の大身の武士で、本領を征服した場合はその地を与え、それが出来ない場合は本人の武功や能力に応じて取り立てる、それ以外は譜代衆とほぼ同じ待遇と定義する。
『甲陽軍鑑』によれば「牢人衆」は以下のような構成であった。
- 総勢150人程度
- 大将（別名「大頭」）…河窪信実（信玄の弟）
- 頭…3名、各自が50人程度を指揮
  - 五味与惣兵衛（越後牢人）
  - 飯尾弥四右衛門（遠江牢人・飯尾連龍の甥）
  - 名和無理助

また城景茂のように牢人出身でも足軽大将などに取り立てられた場合は、牢人衆には編成されないことが指摘されている。
牢人衆が上記の形に編成されたことが確認できるのは永禄12年（1569年）からとなる。そして天正3年（1575年）に長篠の戦いで、大将の河窪信実と名和無理助等3人の頭が討たれた後は、牢人衆についての記述は途絶える。
頭の一人である飯尾弥四衛門には武田勝頼から所領を与えられた文書が遺されており、ここから「牢人衆」と称していても知行地を与えられた正規の家臣であったと考えられている。

## 登場する作品
- 伊東潤 「牢人大将」（『国を蹴った男』講談社、2012年収録）
- 藤原文四郎 『上州国盗り物語 那波一門史』郁朋社、2023年